# Busy Bee Starski
Busy Bee Starski, właściwie David James Parker (ur. 26 października 1962 r. w Nowym Jorku) – amerykański raper z Nowego Jorku, znany z uprawiania tzw. improwizacji rapowych. Do 1986 roku występował w duecie z Kool Moe Dee.

## Dyskografia
Albumy
- Running Thangs (1988)
- Thank God for Busy Bee (1992)
- Look In da Sky Who Do Ya See (1998)

Single
- "Rappin' All Over" (1980)
- "School Days" (1981)
- "Making Cash Money" (1982)
- "Busy Bee's Groove" (1984)
- "Suicide" (1987)
- "Express" (1988)
- "Keep It Movin'" (2002)
- "Rock the House" (2002)

Występy gościnne
| Data | Utwór | Wykonawca             | Album |
| ---- | --- | --------------------- | --- |
| 1982 | "MC Battle" "Street Rap" "Chief Rocker Busy Bee & DJ AJ At The Amphitheatre"                                                                 | V/A                   | Wild Style |
| 1985 | "Vice" | V/A                   | Miami Vice Soundtrack |
| 1989 | "Ndodemnyama (Free South Africa)" | V/A                   | Hip Hop Artist Against Apartheid                                                                                             |
| 1991 | "First Black History Jam Live At The Bronx River Centre"                                                                                     | V/A                   | Afrika Bambaataa & The Universal Zulu Nation In Conjunction With Music Of Life Presents Hip Hop Funk Dance Classics Volume 2 |
| 1992 | "First Black History Jam Live At The Bronx River Centre (Part 2)"                                                                            | V/A                   | Hip Hop Funk Dance Classics Volume 2                                                                                         |
| 1992 | "Hip Hop Throwdown" | V/A                   | Afrika Bambaataa & The Universal Zulu Nation In Conjunction With Music Of Life Presents Hip Hop Funk Dance Classics Volume 3 |
| 1994 | "Real" | V/A                   | Raiders of the Lost Art...                                                                                                   |
| 1998 | "Freestyle" | Funkmaster Flex       | The Mix Tape Volume III: 60 Minutes Of Funk                                                                                  |
| 2000 | "Words From The Chief Rocker" | De La Soul            | Art Official Intelligence: Mosaic Thump                                                                                      |
| 2002 | "Make It Hot" | V/A                   | Legends Of Hip Hop |
| 2007 | "House of Hits" | KRS-One & Marley Marl | Hip Hop Lives |
| 2008 | "Busy Bee Shout Out" | KRS-One               | Maximum Strength |
| 2009 | "Intro" "Dance Sucka (Interlude)" "Hip Hop Is Something We Live (Interlude)" "Kickin' Flava (Interlude)" "We'll Be Here Forever (Interlude)" | V/A                   | Wilshire District Music Presents: Miracle Mile Volume One                                                                    |
| 2010 | "Married Girl 3462" | Greenie               | It's All Good |